# Антонии
Анто́нии — древнеримский плебейский род, среди которого можно выделить следующих выдающихся личностей:
- Тит Антоний Меренда (ок. 490 — после 449 до н. э.), римский государственный деятель середины V века до н. э. В 450—449 до н. э. он входил в состав коллегии децемвиров с консульской властью, предназначенных для составления новых письменных законов;
- Марк Антоний, древнеримский политик, начальник конницы. В 333 до н. э. он был назначен начальником конницы при диктаторе Корнелие Руфине, избранного для борьбы с сидицинами и самнитами. Однако, избрание и диктатора, и начальника конницы было оспорено из-за нарушения некоторых религиозных формальностей, и они вынуждены были сложить полномочия в том же году[1];
- Марк Антоний (сер. II в. до н. э.), один из народных трибунов Римской республики в 167 до н. э. Возможно, являлся родным отцом Антония Оратора;
- Марк Антоний Оратор, дед знаменитого триумвира, один из первых ораторов Рима. Родился в 143 до н. э. Консул в 99 до н. э., а перед тем, в 103 до н. э., сражался против киликийских морских разбойников. В 97 до н. э. сделался цензором. В междоусобной войне примкнул к партии Суллы и в 87 до н. э. был убит разъярёнными приверженцами Мария[2][3]. В сочинении Цицерона De oratore Антоний является, в противоположность высокообразованному Крассу, представителем естественного природного красноречия без строго научного образования, не потому, что Антонию была совершенно чужда греческая наука, а потому, что он избегал самого отдаленного её влияния на своё красноречие, стараясь придать ему чисто национальный характер. О некоторых из его речей мы имеем довольно точные сведения. Он написал также небольшое сочинение о технике красноречия — De ratione dicendi[4][5]. Часто приводится из этого сочинения изречение disertos se cognosse nonnullos, eloquentem adhuc neminem;
- Марк Антоний Кретик, отец триумвира Марка Антония, претор в 75 до н. э. В 74 до н. э. ему поручили преследовать по берегам Средиземного моря морских разбойников, но серьёзных действий против них он не предпринял, а только ограбил Сицилию и, говорят, даже содействовал пиратам[6][7]. Вследствие одного нападения Антония на остров Крит, где, потерпев большой урон, вскоре скончался, его в насмешку прозвали Критским[8][9];
- Гай Антоний Гибрида, брат предыдущего. Был известен своим хищническим характером, который обнаружился, когда, отправившись в 87 до н. э. с Суллой на Восток и оставшись в Греции, разграбил эту страну, а после принял участие и в сулланском терроре. За грабёж, совершённый им в Греции, был обвиняем в 76 до н. э. Юлием Цезарем, но не подчинился приговору суда, а апеллировал к народному собранию[10]. В 70 до н. э. за свои преступления подвергся исключению из сената, но скоро опять был в него принят. Затем сделался эдилом, а в 65 до н. э. — претором. Принимал тайное участие в заговоре Катилины, не выступая открыто его приверженцем. В 63 до н. э., одновременно с ненавистным ему Цицероном, Антоний стал консулом[11]. После того, как заговор обнаружился, Антонию поручено было вести войско в Этрурию, но он, не желая лично способствовать гибели Катилины, под предлогом болезни передал командование в самый день битвы Петрею, хотя, после удачного исхода сражения под Писторией, сам принял титул императора[12]. Затем отправился в Македонию, начал здесь свои обычные грабежи и опустошил соседние с провинцией земли дарданов и бастарнов; был, однако, теми и другими разбит. В 59 до н. э. подвергся сразу двум обвинениям: за грабёж и за участие в заговоре Катилины[13][14], и, несмотря на защиту своего коллеги по консулату, был осуждён; отправился на остров Кефаллению, где поступал с обычным самоуправством. В 44 до н. э. Гай Юлий Цезарь отозвал его обратно. При помощи своего племянника-триумвира Гибрида в 42 до н. э. получил цензуру;
- Марк Антоний (14 января 83 до н. э., Рим — 1 августа 30 до н. э., Александрия Египетская), древнеримский политик-цезарианец и военачальник, триумвир 43 — 33 до н. э., трёхкратный консул Римской республики (в 44, 34 и 31 до н. э.), квестор 51 до н. э. Отцом Марка Антония был Марк Антоний Кретик, матерью — Юлия Антония;
- Гай Антоний, старший брат триумвира, был легатом у Цезаря (49 до н. э.), затем претором в Македонии; казнён по приказанию Брута[15][16];
- Луций Антоний, младший брат триумвира, во время междоусобных войн также стоял на стороне Цезаря. По смерти последнего поддерживал своего брата и, между прочим, помог ему, насильственным, впрочем, путём, провести аграрный закон[17]. Участвовал и в военных делах брата, но ничего замечательного не совершил. Однако, в 41 до н. э. получил триумф за победы над альпийскими народами, а в следующую зиму (от осени 41 до весны 40 г. до н. э.) вёл перузинскую войну против Октавиана. Возбуждению войны особенно способствовала жена триумвира, Фульвия, рассчитывавшая, что, если произойдёт столкновение с Октавианом, Антоний, наверное, вернётся к ней, вырвавшись из сетей Клеопатры. С этой целью она воспользовалась новым аграрным законом и старалась воспрепятствовать раздаче земель легионам, а после выступила защитницей землевладельцев, потерпевших от этой раздачи. Таким образом, дело дошло до войны, и Антоний был в течение целой зимы осаждаем Октавианом и его полководцами Агриппой[18] и Сальвидиеном в этрусском городе Перузий. Войско, собранное Фульвией, напрасно пыталось заставить неприятеля снять осаду, так же безуспешны оказались и вылазки, делавшиеся из города; осаждённые стали очень страдать от голода, Антоний принуждён был начать переговоры с Октавианом и сдался ему, испросив пощаду для своих друзей; Октавиан примирился с Антонием и вскоре назначил его претором в Испанию. Цицерон, вероятно, из личной ненависти, изображает характер Антония в очень непривлекательном виде[19][20];
- Марк Антоний Антилл, сын триумвира и Фульвии, родился в 36 до н. э. По воле отца, в случае смерти последнего, должен был управлять Египтом; казнён по приказу императора Августа[21][22];
- Юлл Антоний, младший брат предыдущего; очень старательно и с большой любовью был воспитан своей мачехой Октавией. По смерти Антония-триумвира Август милостиво обращался с Юллом и неоднократно назначал на разные должности[23][24][25]. Но впоследствии Юлл был уличён в прелюбодеянии с дочерью Августа, Юлией, и император приказал казнить его, но Юлл предупредил наказание, добровольно лишив себя жизни. Гораций хвалит его поэтические произведения[26]. Сын Юлла, Луций, последний представитель рода Антониев, умер в изгнании в Массилии в 26 г.

По рождению не принадлежали к этому роду, но также носили номен Антоний: 1) Антоний Муза, знаменитый римский врач, излечивший Августа от тяжелой болезни холодными ваннами. С этих, кажется, пор сделалось очень распространённым лечение купаниями, и именно холодными. Приписывается Антонию, но, по-видимому, относится к более позднему времени сочинение, посвященное Агриппе — De herba betonica, и отрывок из труда De tuenda valitudine ad Maecenatem; 2) Антоний Натал (сер. I в. н. э.), сенатор из всаднического сословия. Сыграл решающую роль в раскрытии заговора Пизона в 65 н. э., назвав имена заговорщиков, за что был лично помилован Нероном; 3) Марк Антоний Прим, родом из Галлии, при императоре Гальбе поступил на римскую военную службу, служил во времена Отона и Вителлия, а когда положение последнего сделалось сомнительным, перешёл к Веспасиану. С мезийскими и паннонскими легионами он направился в Италию, дважды разбил Вителлия у Кремоны и взял штурмом этот город. Но после этого он потерял всякое самообладание и пошёл по Италии, как по завоёванной стране, опустошая её. Вместо того, чтобы идти на Рим, он медлил, оставаясь вдали от столицы, не хотел повиноваться назначенному Веспасианом главнокомандующему Муциану и, только услышав, что занятый Сабином, братом Веспасиана, Капитолий сожжён, двинулся на Рим и взял его; на улицах города несколько дней продолжалась ужасная резня. Вителлий был убит, и Антоний распоряжался теперь как неограниченный владыка. Но вскоре должен был уступить власть Муциану. Недовольный этим, Антоний отправился к Веспасиану: тот ласково принял его, но не удовлетворил его честолюбивых ожиданий. Предположительно, Антоний жил ещё во времена Домициана; 4) Луций Антоний Сатурнин, правитель Верхней Германии, поднял восстание против императора Домициана и, побеждённый Норбаном Максимом, был казнён Домицианом; 5) Антоний Полемон из Лаодикеи, при Траяне и его преемниках был учителем риторики в Смирне; на 56 году жизни, измученный невыносимыми подагрическими болями, сам лишил себя жизни. В древности очень хвалили его речи; из их числа до нас дошли два надгробных слова в честь марафонских героев.